# Грабіна-Воля
Грабіна-Воля (пол. Grabina Wola) — село в Польщі, у гміні Чарноцин Пйотрковського повіту Лодзинського воєводства.
Населення — 193 особи (2011).
У 1975-1998 роках село належало до Пйотрковського воєводства.

## Демографія
Демографічна структура станом на 31 березня 2011 року:
|          | Загалом | Допрацездатний вік | Працездатний вік | Постпрацездатний вік |
| -------- | ------- | ------------------ | ---------------- | -------------------- |
| Чоловіки | 86      | 17                 | 58               | 11                   |
| Жінки    | 107     | 24                 | 62               | 21                   |
| Разом    | 193     | 41                 | 120              | 32                   |